# Fußballclub Ingolstadt 04 2008-2009
Questa voce raccoglie le informazioni riguardanti il Fußballclub Ingolstadt 04 nelle competizioni ufficiali della stagione 2008-2009.

## Stagione
Nella stagione 2008-2009 l'Ingolstadt, allenato da Horst Köppel, concluse il campionato di 2. Bundesliga al 17º posto e retrocesse in 3. Liga. In Coppa di Germania l'Ingolstadt fu eliminato al primo turno dall'Amburgo.

## Rosa
| N. |                     | Ruolo | Calciatore           |
| -- | ------------------- | ----- | -------------------- |
| 1  | Germania (bandiera) | P     | Michael Lutz         |
| 21 | Germania (bandiera) | P     | Marco Sejna          |
| 33 | Turchia (bandiera)  | D     | Necat Aygün          |
| 5  | Germania (bandiera) | D     | Sören Dreßler        |
| 15 | Germania (bandiera) | D     | Tobias Fink          |
| 20 | Germania (bandiera) | D     | Ralf Keidel          |
| 19 | Germania (bandiera) | D     | Malte Metzelder      |
| 17 | Germania (bandiera) | D     | Mario Neunaber       |
| 30 | Germania (bandiera) | D     | Christopher Reinhard |
| 13 | Germania (bandiera) | D     | Michael Wenczel      |
| 26 | Germania (bandiera) | C     | Alexander Buch       |
| 16 | Germania (bandiera) | C     | Andreas Buchner      |
| 14 | Germania (bandiera) | C     | Jakob Dallevedove    |
| 22 | Brasile (bandiera)  | C     | Daniel Lemos         |

| N. |                       | Ruolo | Calciatore        |
| -- | --------------------- | ----- | ----------------- |
| 3  | Germania (bandiera)   | C     | Heiko Gerber      |
| 18 | Germania (bandiera)   | C     | Marcel Hagmann    |
| 25 | Portogallo (bandiera) | C     | Jaime Bragança    |
| 10 | Germania (bandiera)   | C     | Daniel Jungwirth  |
| 8  | Germania (bandiera)   | C     | Markus Karl       |
| 6  | Germania (bandiera)   | C     | Stefan Leitl      |
| 11 | Germania (bandiera)   | C     | Andreas Neuendorf |
| 27 | Albania (bandiera)    | C     | Valdet Rama       |
| 4  | Germania (bandiera)   | C     | Matthias Schwarz  |
| 7  | Turchia (bandiera)    | A     | Ersin Demir       |
| 9  | Rep. Ceca (bandiera)  | A     | Vratislav Lokvenc |
| 22 | Germania (bandiera)   | A     | Stefan Müller     |
| 34 | Croazia (bandiera)    | A     | Ivan Santini      |
| 23 | Germania (bandiera)   | A     | Steffen Wohlfarth |

## Organigramma societario
Area tecnica
- Allenatore: Horst Köppel
- Allenatore in seconda: Kai-Norman Schulz, Heiko Vogel
- Preparatore dei portieri: Brano Arsenovic
- Preparatori atletici:

## Risultati

### 2. Bundesliga

#### Girone di andata
| Arbitro: | Kempter |

|                                           |           |                           |
| Rama 44’ Felgenhauer 45’ (aut.) Demir 49’ | Marcatori | 27’ Reisinger 90’ Allagui |

| Arbitro: | Willenborg |

|                     |           |           |
| Kaya 30’ Müller 37’ | Marcatori | 10’ Demir |

| Arbitro: | Winkmann |

|           |           |                                |
| Demir 45’ | Marcatori | 54’ Amedick 61’ Dick 90’ Lakić |

| Arbitro: | Kempter |

|         |           |  |
| Auer 3’ | Marcatori |  |

| Arbitro: | Wingenbach |

|               |           |            |
| Demir 2’, 60’ | Marcatori | 88’ Sykora |

| Arbitro: | Rafati |

|              |           |               |
| Bierofka 42’ | Marcatori | 82’ Neuendorf |

| Arbitro: | Henschel |

|                                         |           |                       |
| Neunaber 25’ Leitl 48’ Lokvenc 59’, 87’ | Marcatori | 9’ Ćetković 85’ Lense |

| Arbitro: | Zwayer |

|                                                                  |           |           |
| Wagner 26’, 79’ Kouemaha 44’ Tararache 53’ (rig.) Grlić 75’, 90’ | Marcatori | 45’ Demir |

| Arbitro: | Seemann |

|          |           |                 |
| Demir 1’ | Marcatori | 28’, 41’ Werner |

| Wiesbaden 28 ottobre 2008, ore 17:30 CET 10ª giornata | Wehen Wiesbaden | 0 – 0 referto | Ingolstadt 04 | BRITA-Arena (5 606 spett.)\| Arbitro: \| Fischer \| |
| Arbitro:                                              | Fischer         |               |               |                                                     |

| Arbitro: | Christ |

|                                                 |           |  |
| Flum 6’ (aut.) Karl 35’ Lokvenc 48’ Buchner 69’ | Marcatori |  |

| Arbitro: | Bandurski |

|  |           |                                  |
|  | Marcatori | 11’ Lokvenc 35’ Karl 81’ Buchner |

| Arbitro: | Schößling |

|  |           |                                           |
|  | Marcatori | 41’ (aut.) Karl 88’ Boakye 90’ Engelhardt |

| Arbitro: | Frank |

|                                |           |  |
| Toborg 58’, 88’ Heithölter 65’ | Marcatori |  |

| Arbitro: | Willenborg |

|                   |           |  |
| Ludwig 44’ (rig.) | Marcatori |  |

| Arbitro: | Dingert |

|             |           |              |
| Wenczel 88’ | Marcatori | 26’ Husterer |

| Arbitro: | Thielert |

|  |           |          |
|  | Marcatori | 16’ Karl |

#### Girone di ritorno
| Arbitro: | Fritz |

|                                                       |           |          |
| Allagui 4’, 39’ Reisinger 27’, 32’ Haas 45’ Takyi 67’ | Marcatori | 17’ Rama |

| Ingolstadt 8 febbraio 2009, ore 14:00 CET 19ª giornata | Ingolstadt 04 | 0 – 0 referto | RW Oberhausen | TUJA-Stadion (3 730 spett.)\| Arbitro: \| Walz \| |
| Arbitro:                                               | Walz          |               |               |                                                   |

| Arbitro: | Steuer |

|                       |           |  |
| Džaka 12’ Simpson 80’ | Marcatori |  |

| Ingolstadt 20 febbraio 2009, ore 18:00 CET 21ª giornata | Ingolstadt 04 | 0 – 0 referto | Alemannia Aquisgrana | TUJA-Stadion (3 505 spett.)\| Arbitro: \| Gagelmann \| |
| Arbitro:                                                | Gagelmann     |               |                      |                                                        |

| Arbitro: | Kempter |

|            |           |  |
| De Wit 45’ | Marcatori |  |

| Arbitro: | Kinhöfer |

|                                    |           |                                  |
| Jungwirth 28’ (rig.) Wohlfarth 34’ | Marcatori | 2’ Lauth 36’ Thorandt 41’ Bender |

| Arbitro: | Schriever |

|             |           |               |
| Orestes 18’ | Marcatori | 44’ Wohlfarth |

| Ingolstadt 22 marzo 2009, ore 14:00 CET 25ª giornata | Ingolstadt 04 | 0 – 0 referto | Duisburg | TUJA-Stadion (4 300 spett.)\| Arbitro: \| Schößling \| |
| Arbitro:                                             | Schößling     |               |          |                                                        |

| Arbitro: | Wagner |

|           |           |             |
| Costa 83’ | Marcatori | 28’ Lokvenc |

| Ingolstadt 9 aprile 2009, ore 18:00 CEST 27ª giornata | Ingolstadt 04 | 0 – 0 referto | Wehen Wiesbaden | TUJA-Stadion (4 714 spett.)\| Arbitro: \| Metzen \| |
| Arbitro:                                              | Metzen        |               |                 |                                                     |

| Arbitro: | Steuer |

|                                      |           |                                    |
| Schuster 9’ Idrissou 15’ Banović 67’ | Marcatori | 49’ (rig.) Jungwirth 56’ Wohlfarth |

| Arbitro: | Schmidt |

|                                       |           |                                       |
| Wenczel 27’ Neuendorf 58’ Lokvenc 64’ | Marcatori | 34’ Noveski 49’, 70’ Baljak 85’ Bancé |

| Arbitro: | Zwayer |

|             |           |  |
| Vidošić 23’ | Marcatori |  |

| Arbitro: | Bandurski |

|  |           |                     |
|  | Marcatori | 66’ Reus 90’ Toborg |

| Arbitro: | Drees |

|  |           |            |
|  | Marcatori | 86’ Ludwig |

| Arbitro: | Christ |

|           |           |           |
| Cenci 82’ | Marcatori | 77’ Demir |

| Arbitro: | Schriever |

|                                                  |           |  |
| Wenczel 7’ Demir 29’ Neuendorf 67’ Wohlfarth 84’ | Marcatori |  |

### Coppa di Germania
| Arbitro: | Drees |

|           |           |                            |
| Demir 33’ | Marcatori | 50’, 54’ Olić 90’ Guerrero |

## Statistiche

### Statistiche di squadra
| Competizione      | Punti | In casa | In casa | In casa | In casa | In casa | In casa | In trasferta | In trasferta | In trasferta | In trasferta | In trasferta | In trasferta | Totale | Totale | Totale | Totale | Totale | Totale | DR  |
| Competizione      | Punti | G       | V       | N       | P       | Gf      | Gs      | G            | V            | N            | P            | Gf           | Gs           | G      | V      | N      | P      | Gf     | Gs     | DR  |
| ----------------- | ----- | ------- | ------- | ------- | ------- | ------- | ------- | ------------ | ------------ | ------------ | ------------ | ------------ | ------------ | ------ | ------ | ------ | ------ | ------ | ------ | --- |
| 2. Bundesliga     | 31    | 17      | 5       | 5       | 7       | 25      | 24      | 17           | 2            | 5            | 10           | 13           | 30           | 34     | 7      | 10     | 17     | 38     | 54     | -16 |
| Coppa di Germania | -     | 1       | 0       | 0       | 1       | 1       | 3       | 0            | 0            | 0            | 0            | 0            | 0            | 1      | 0      | 0      | 1      | 1      | 3      | -2  |
| Totale            | -     | 18      | 5       | 5       | 8       | 26      | 27      | 17           | 2            | 5            | 10           | 13           | 30           | 35     | 7      | 10     | 18     | 39     | 57     | -18 |

### Andamento in campionato
| Giornata  | 1 | 2 | 3  | 4  | 5  | 6  | 7 | 8  | 9  | 10 | 11 | 12 | 13 | 14 | 15 | 16 | 17 | 18 | 19 | 20 | 21 | 22 | 23 | 24 | 25 | 26 | 27 | 28 | 29 | 30 | 31 | 32 | 33 | 34 |
| --------- | - | - | -- | -- | -- | -- | - | -- | -- | -- | -- | -- | -- | -- | -- | -- | -- | -- | -- | -- | -- | -- | -- | -- | -- | -- | -- | -- | -- | -- | -- | -- | -- | -- |
| Luogo     | C | T | C  | T  | C  | T  | C | T  | C  | T  | C  | T  | C  | T  | T  | C  | T  | T  | C  | T  | C  | T  | C  | T  | C  | T  | C  | T  | C  | T  | C  | C  | T  | C  |
| Risultato | V | P | P  | P  | V  | N  | V | P  | P  | N  | V  | V  | P  | P  | P  | N  | V  | P  | N  | P  | N  | P  | P  | N  | N  | N  | N  | P  | P  | P  | P  | P  | N  | V  |
| Posizione | 1 | 7 | 12 | 15 | 10 | 10 | 7 | 12 | 13 | 13 | 10 | 9  | 10 | 12 | 12 | 12 | 12 | 12 | 12 | 13 | 14 | 16 | 15 | 16 | 16 | 16 | 17 | 17 | 17 | 17 | 17 | 17 | 17 | 17 |

Legenda:

Luogo: C = Casa; T = Trasferta. Risultato: V = Vittoria; N = Pareggio; P = Sconfitta.

### Statistiche dei giocatori
| Giocatore      | 2. Bundesliga | 2. Bundesliga | 2. Bundesliga | 2. Bundesliga | Coppa di Germania | Coppa di Germania | Coppa di Germania | Coppa di Germania | Totale   | Totale | Totale      | Totale     |
| Giocatore      | Presenze      | Reti          | Ammonizioni   | Espulsioni    | Presenze          | Reti              | Ammonizioni       | Espulsioni        | Presenze | Reti   | Ammonizioni | Espulsioni |
| -------------- | ------------- | ------------- | ------------- | ------------- | ----------------- | ----------------- | ----------------- | ----------------- | -------- | ------ | ----------- | ---------- |
| M. Lutz        | 32            | 0             | 1             | 0             | 1                 | 0                 | 0                 | 0                 | 33       | 0      | 1           | 0          |
| M. Sejna       | 2             | 0             | 0             | 0             | -                 | -                 | -                 | -                 | 2        | 0      | 0           | 0          |
| N. Aygün       | 11            | 0             | 4             | 0             | -                 | -                 | -                 | -                 | 11       | 0      | 4           | 0          |
| S. Dreßler     | 10            | 0             | 0             | 0             | 1                 | 0                 | 0                 | 0                 | 11       | 0      | 0           | 0          |
| T. Fink        | 10            | 0             | 3             | 0             | 1                 | 0                 | 0                 | 0                 | 11       | 0      | 3           | 0          |
| R. Keidel      | 19            | 0             | 9             | 0             | -                 | -                 | -                 | -                 | 19       | 0      | 9           | 0          |
| M. Metzelder   | 14            | 0             | 0             | 1             | -                 | -                 | -                 | -                 | 14       | 0      | 0           | 1          |
| M. Neunaber    | 29            | 1             | 3             | 0             | 1                 | 0                 | 0                 | 0                 | 30       | 1      | 3           | 0          |
| C. Reinhard    | 13            | 0             | 2             | 0             | -                 | -                 | -                 | -                 | 13       | 0      | 2           | 0          |
| M. Wenczel     | 22            | 3             | 6             | 0             | -                 | -                 | -                 | -                 | 22       | 3      | 6           | 0          |
| A. Buch        | 4             | 0             | 0             | 0             | -                 | -                 | -                 | -                 | 4        | 0      | 0           | 0          |
| A. Buchner     | 14            | 2             | 1             | 0             | -                 | -                 | -                 | -                 | 14       | 2      | 1           | 0          |
| J. Dallevedove | 1             | 0             | 0             | 0             | -                 | -                 | -                 | -                 | 1        | 0      | 0           | 0          |
| D. Lemos       | 7             | 0             | 1             | 0             | 1                 | 0                 | 0                 | 0                 | 8        | 0      | 1           | 0          |
| H. Gerber      | 20            | 0             | 4             | 1             | 1                 | 0                 | 0                 | 0                 | 21       | 0      | 4           | 1          |
| M. Hagmann     | 3             | 0             | 0             | 0             | -                 | -                 | -                 | -                 | 3        | 0      | 0           | 0          |
| J. Bragança    | 15            | 0             | 5             | 0             | 1                 | 0                 | 0                 | 0                 | 16       | 0      | 5           | 0          |
| D. Jungwirth   | 27            | 2             | 5             | 0             | 1                 | 0                 | 0                 | 0                 | 28       | 2      | 5           | 0          |
| M. Karl        | 33            | 3             | 8             | 0             | 1                 | 0                 | 1                 | 0                 | 34       | 3      | 9           | 0          |
| S. Leitl       | 27            | 1             | 4             | 1             | 1                 | 0                 | 0                 | 0                 | 28       | 1      | 4           | 1          |
| A. Neuendorf   | 15            | 3             | 2             | 0             | 1                 | 0                 | 0                 | 1                 | 16       | 3      | 2           | 1          |
| V. Rama        | 32            | 2             | 7             | 0             | -                 | -                 | -                 | -                 | 32       | 2      | 7           | 0          |
| M. Schwarz     | 26            | 0             | 4             | 0             | 1                 | 0                 | 0                 | 0                 | 27       | 0      | 4           | 0          |
| E. Demir       | 27            | 9             | 1             | 0             | 1                 | 1                 | 0                 | 0                 | 28       | 10     | 1           | 0          |
| V. Lokvenc     | 23            | 6             | 5             | 0             | -                 | -                 | -                 | -                 | 23       | 6      | 5           | 0          |
| S. Müller      | 1             | 0             | 0             | 0             | -                 | -                 | -                 | -                 | 1        | 0      | 0           | 0          |
| I. Santini     | 6             | 0             | 0             | 0             | -                 | -                 | -                 | -                 | 6        | 0      | 0           | 0          |
| S. Wohlfarth   | 28            | 4             | 7             | 0             | 1                 | 0                 | 0                 | 0                 | 29       | 4      | 7           | 0          |
| S. Schneider   | 3             | 0             | 0             | 0             | -                 | -                 | -                 | -                 | 3        | 0      | 0           | 0          |